# Étienne Lhermenault
Étienne Lhermenault (1962 - ) est un pasteur chrétien baptiste français, directeur de l'Institut biblique de Nogent. Il est président du Conseil national des évangéliques de France de 2010 à 2019.

## Biographie
Lhermenault étudie à l'Institut Biblique et Missionnaire Emmaüs de Blonay - Saint-Légier et à la Faculté libre de théologie évangélique de Vaux-sur-Seine.

### Ministère
Il est pasteur de l'église baptiste d'Albi et de l'Église évangélique libre de Carmaux.
En 1997, il devient secrétaire général de la Fédération des Églises évangéliques baptistes de France jusqu'en 2008.
En 2010, il devient le premier président du Conseil national des évangéliques de France; il garde ce poste jusqu'en 2019.   
Il est directeur de l'Institut biblique de Nogent depuis septembre 2017.

## Publications
- Antisémitisme, Actes du colloque théologique organisé par le CNEF à Paris le 5 octobre 2018, Excelcis, février 2021.
- Les Églises baptistes : un protestantisme alternatif, Empreinte temps présent, Paris, 2009

## Décoration française
Le 8 décembre 2015, Étienne Lhermenault est décoré de l'ordre national du mérite.